# Ганс Маттіє
Ганс Маттіє (нім. Hans Matthiae, 22 грудня 1884 — 20 століття) — німецький академічний веслувальник.
Бронзовий призер Олімпійських Ігор 1912 року в складі вісімки.